# زنبق پرشکوه
زنبق پرشکوه (نام علمی: Iris magnifica) نام یک گونه از سرده زنبق است.